# Institution culturelle
Pour les articles homonymes, voir Institution.
 (juin 2021).
 (juin 2021).
Si vous disposez d'ouvrages ou d'articles de référence ou si vous connaissez des sites web de qualité traitant du thème abordé ici, merci de compléter l'article en donnant les références utiles à sa vérifiabilité et en les liant à la section « Notes et références ».
Une institution culturelle, est une institution relative à la culture cultivée. La notion comporte également une dimension historique, non seulement parce que chaque institution culturelle a sa propre histoire, mais aussi parce que la plupart d'entre elles sont liées à une histoire nationale, régionale ou locale.

## Processus d'institutionnalisation
Le rapport entre une activité et une autorité publique est ce qui forme le cœur du phénomène de l'institutionnalisation. L'institutionnalisation est une légitimation et une pérennisation de l'organisation qui assure cette activité considérée d'intérêt général. Dans tous les domaines des arts et de la culture, y compris les enseignements artistiques, on relève l'existence de telles institutions, remontant pour certaines à plusieurs siècles.
Dans l'art lyrique par exemple, l'actuel opéra d'État Staatsoper Unter den Linden de Berlin est en filiation directe avec l'Opéra royal de la cour de Prusse (Königliche Hofoper) fondé au XVIIe siècle et qui obtint alors de Frédéric II l'édification d'un grand théâtre en 1742.
Le lieu, ou l'équipement culturel, est souvent indissociable de l'institution. Il constitue même souvent l'expression matérielle de l'institution. Le bâti a souvent subi des transformations au fil du temps telles que des incendies, des bombardements, des aménagements, des agrandissements, liés à l'utilisation de machinerie ou de technologies plus modernes ou à de nouvelles configurations :  besoins de locaux de réception et de développement de services annexes (boutiques, restaurants, etc.), occasionnent au fil des siècles des reconstructions, des modifications, des adjonctions de bâtiments supplémentaires.
Certaines institutions culturelles privées (commerciales ou à but non lucratif) peuvent également être considérées comme des institutions culturelles. C'est notamment le cas si elles présentent les principales caractéristiques citées plus haut : stabilité, pérennité et reconnaissance de son rôle dans un contexte culturel, qui ne laissent pas indifférents des autorités publiques, des entreprises mécènes ou des philanthropes. Ainsi, l'exemple du Metropolitan Museum of Art de New York, même si les soutiens publics directs sous forme de subventions y sont tout à fait marginaux, présente les principales caractéristiques d'une institution culturelle. De même les exemples de L'Olympia à Paris, de la Fondation Maeght à Saint-Paul-de-Vence, ou encore de l'abbaye de Fontfroide à Narbonne, qui sont de véritables institutions de par la reconnaissance dont chacune dispose dans son activité et dans la vie culturelle considérée soit internationalement, soit nationalement, soit régionalement ou localement.

## Développement des institutions culturelles
Une partie des institutions culturelles sont nées dans une dynamique descendante (l'initiative vient d'en haut) comme le musée du quai Branly à Paris, par le président de la République Jacques Chirac voulu lors de son premier septennat.
Une autre partie des institutions culturelles sont également nées d'« initiatives du bas » qui ont ensuite été poussées par des acteurs influents, par exemple, dans la société locale[réf. nécessaire] ; ces acteurs sont le plus souvent des édiles locaux en Europe. En France, la reconnaissance par une ou plusieurs autorités publiques (qui deviennent alors partenaires dans un financement croisé) est un dispositif incontournable à la formation d'une institution culturelle. Cette dernière en tire sa visibilité, sa stabilité et sa reconnaissance.

## Évolution des institutions culturelles
Depuis les années 2000, deux tendances sont apparues dans le développement des institutions culturelles : le mécénat d'entreprise et les structures juridiques spécifiques. Les grandes entreprises trouvent notamment dans les institutions culturelles la stabilité, le niveau de qualité des offres culturelles et le prestige nécessaires pour servir leurs stratégies de communication.
La création d'un type de structure juridique spécifique, l'établissement public de coopération culturelle (EPCC), qui depuis 2002 concernent de plus en plus d'institutions culturelles locales ou régionales, dans le spectacle (comme Metz En Scènes), dans les monuments et sites historiques (le Pont du Gard), et l'enseignement artistique (comme l'École supérieure d'art de Clermont Métropole - ESACM). Grâce à ce type de structure juridique, une institution culturelle assure sa stabilité par une coopération entre plusieurs collectivités publiques, sa gestion pouvant être à caractère administratif ou à caractère industriel et commercial.